# Stazione di Triangeln
La stazione di Triangeln (in svedese Triangeln Station) è una stazione ferroviaria di Malmoe, in Svezia. La stazione è gestita da Skånetrafiken.

## Servizi
La stazione si trova tra la stazione di Malmö Centrale e la stazione di Hyllie.
Vi si fermano i treni regionali.